# Сервій Сульпіцій Камерін Корнут (консул 500 року до н. е.)
Сервій Сульпіцій Камерін Корнут (лат. Servius Sulpicius Camerinus Cornutus; ? — 463 до н. е.) — політичний, державний і військовий діяч часів ранньої Римської республіки, консул 500 до н. е.

## Життєпис
Походив з патриціанського роду Сульпіціїв. Син Публія Сульпіція Камеріна. 
Брав участь у вигнанні царя Тарквінія Гордого. Надалі боровся проти Тарквініїв та їхніх латинських союзників, а потім етруського царя Порсени. У 500 до н. е. був обраний консулом разом з Манієм Туллієм Лонгом. Під час каденції Сульпіцій завдяки Публію та Марку Тарквіціям розкрив змову на користь Тарквініїв (передбачалося підняти повстання серед плебеїв із залученням навіть рабів). Заколотників було схоплено та страчено, інші загони розсіяні. Тоді помер його колега Туллій, й до кінця року Камерін був одноосібним консулом.
У 496 до н. е. звитяжив у битві при Регілльському озері, де латиняни зазнали поразки від римлян. Невдовзі після цього, 493 до н. е., Сульпіцій Корнут помер.

## Родина
- Квінт Сульпіцій Камерін Корнут, консул 490 до н. е.